# 巨型短面熊
巨型短面熊（Arctodus simus），又名巨型熊齒獸、噬牛熊、育空短面熊，是一種已滅絕的熊，屬於短面熊屬。牠是已知曾生存的熊中最大的，生存於80-1.25萬年前的北美洲，尤其是加州。巨型短面熊有兩個已知的種：育空亞種 A. s. yukonensis 與巨型亞種 A. s. simus，其中巨型亞種被認為是目前已知最大型的陸生肉食哺乳動物。

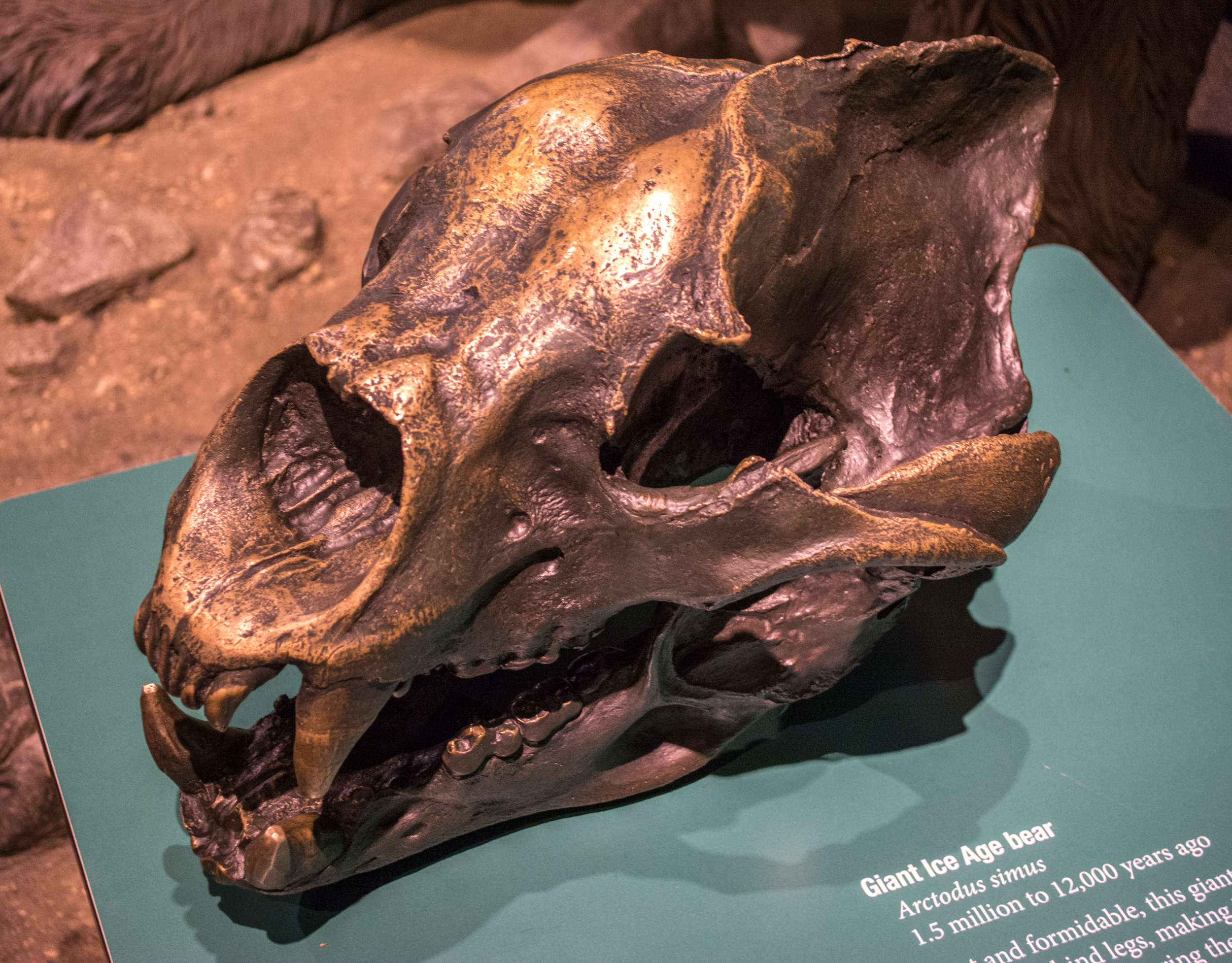
短面熊吻部较短，牙齿粗大结实，头骨上有发达咬肌附着过的痕迹，说明它们活着时咬力超强，能像鬣狗一样嚼碎骨头。

## 分類
巨型短面熊屬於源自新世界的眼鏡熊亞科。眼鏡熊亞科最早的成員是生存於上新世（500-200萬年前）德克薩斯州的Plionarctos。牠是熊齒獸及現今眼鏡熊的祖先。雖然對熊齒獸的早期歷史所知甚少，牠後來於80萬年前堪薩冰川作用時期廣泛分佈在北美洲。

## 生理學
巨型短面熊四肢站立時肩高1.8米，若以後肢站立則高3.3米，它的巨爪达20厘米长。估計牠的體重達1200公斤，差不多是同期灰熊的兩倍。最大的標本出土自阿拉斯加及育空。雄性較雌性大20%。牠是冰河時期北美洲最大的陸上掠食者。牠的頭顱骨很特別，沒有明顯的前額及吻闊而短，彷彿更像豹，眼窩比灰熊的大兩倍。牠的顎骨在較後的位置，加上頰骨肌肉發育極度良好，適合咬碎骨頭以獲取骨髓。巨型短面熊的下顎與熊屬的差別在於牠有分隔肌肉連接的斜脊。巨型短面熊是向前直線行走的，而非像現今的熊行走時左搖右擺。巨型短面熊有內上髁孔。
巨型短面熊有兩個已知的亞種。從阿拉斯加、育空、內布拉斯加州、加利福尼亞州及猶他州的較大標本稱為育空亞種（A. s. yukonensis），而較細小從拉布雷亞瀝青坑發現的稱為巨型亞種（A. s. simus）。
巨型短面熊的近親及可能祖先是Arctodus pristinus，其體型較窄小，牙齒數量較少，面較長，四肢則較短。
就巨型短面熊的骨頭進行的分析顯示牠會患上骨髓炎、像結核及梅毒等的感染。

## 分佈
巨型短面熊是北美洲原住民，分佈在阿拉斯加的中北平原，由加拿大至中墨西哥，加利福尼亞州至維珍尼亞州。牠是早期北美洲熊中最普遍的，在加利福尼亞州最為豐富。

## 食性及習性

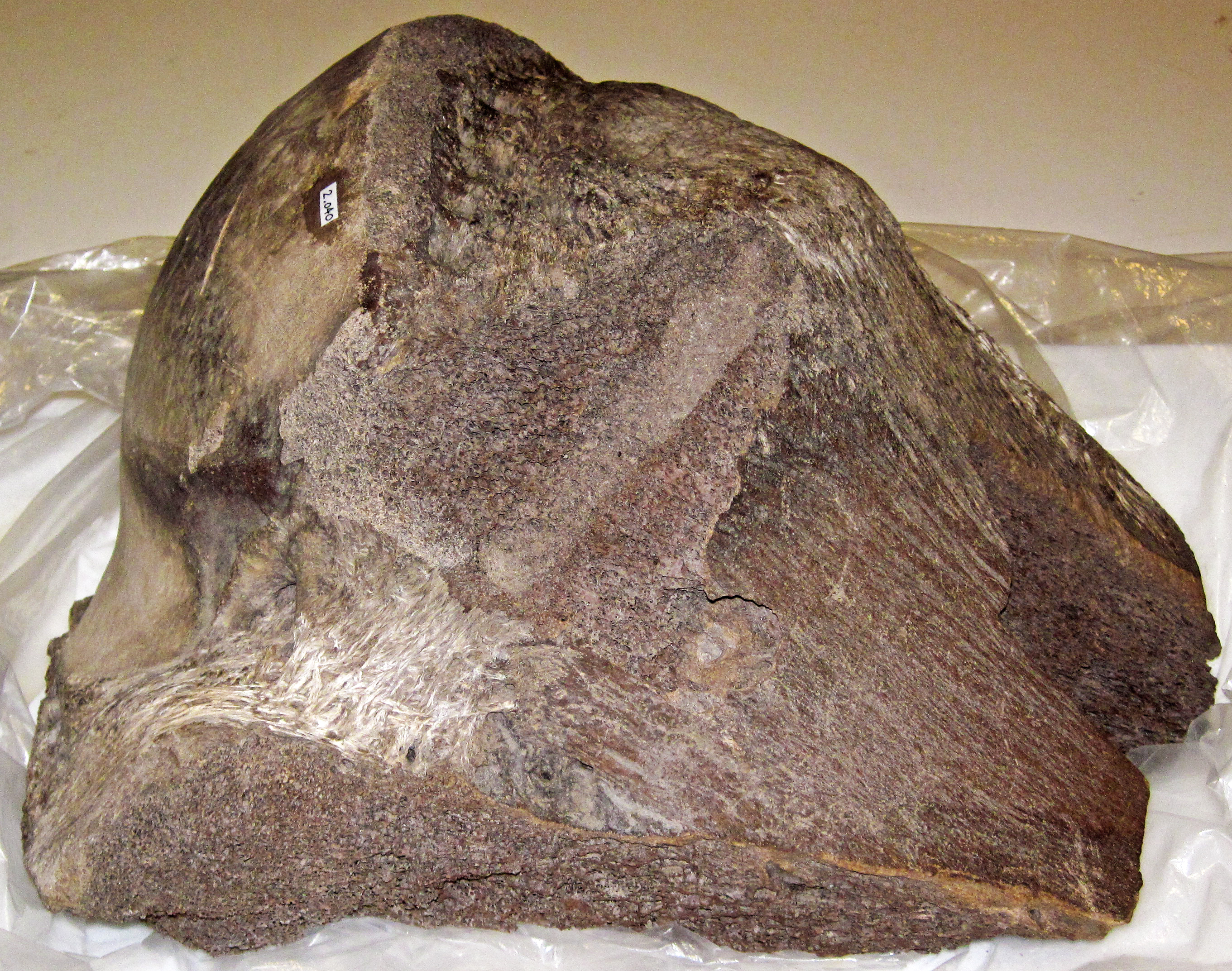
乳齒象的肱骨化石，上頭帶有巨型短面熊的齒痕

巨型短面熊骨頭的同位素測試發現有高濃度的氮15，氮同位素會在食肉動物中積聚。由於沒有吃植物的證據，相信巨型短面熊是完全肉食性的。成年的巨型短面熊每日最少需要16（35.3磅）的肉來維持生命。然而也有觀點認為巨型短面熊依然擁有十分廣泛的食性，尤其是其粗短的顱骨與許多草食性的熊擁有類似的特徵，因此認為巨型短面熊仍然會攝取植物為食。
巨型短面熊的強壯體型令人認為牠是掠食巨大動物的。但這個想法卻存在問題，原因是雖然巨型短面熊非常強大，但構造卻很脆弱。若要殺死大型的動物，巨型短面熊需要更為巨大，及其骨骼結構需要更為密集。其他學者則認為巨型短面熊可以追捕細小的草食性的動物，如高鼻羚羊。但是巨型短面熊的轉彎能力很低，牠的骨骼結構不容許牠輕易的轉彎。有指巨型短面熊的行走模式像駱駝，著重耐久而非速度。牠亦沒有裝備來主動獵殺獵物，故相信牠其實會搶奪其他動物（如恐狼、斯劍虎及美洲擬獅）所捕獲的食物。雖然有認為巨型短面熊是吃腐肉的，牠亦有可能攻擊行動緩慢的動物，如大地懶。

## 滅絕
巨型短面熊約於12000年前滅絕，部份原因可能是其巨大的獵物首先滅絕，另外亦因其競爭者棕熊從歐亞大陸進入了北美洲。巨型短面熊的消失亦正值是克洛維斯文化的興起，估計牠們亦被獵殺至滅絕。

## 外部連結
- U. of Alaska-Fairbanks: Matheus, Ancient fossil offers new clues to brown bears past
- An artist's impression of an Arctodus
- beringia.com